# Acrocercops ochnifolii
Acrocercops ochnifolii là một loài bướm đêm thuộc họ Gracillariidae. Loài này được tìm thấy ở Nam Phi.
Ấu trùng ăn Ochna natalitia. Chúng ăn lá nơi chúng làm tổ.